# Gornje Prekaze
Prekaz i Epërm en albanais et Gornje Prekaze en serbe latin (en serbe cyrillique : Горње Преказе) est une localité du Kosovo située dans la commune/municipalité de Skenderaj/Srbica et dans le district de Mitrovicë/Kosovska Mitrovica. Selon le recensement kosovar de 2011, elle compte 2 126 habitants, dont 2 121 Albanais.

## Démographie

### Évolution historique de la population dans la localité
| 1948  | 1953  | 1961  | 1971  | 1981  | 1991  | 2011  |
| ----- | ----- | ----- | ----- | ----- | ----- | ----- |
| 1 057 | 1 142 | 1 282 | 1 512 | 1 920 | 2 198 | 2 126 |

|  |